# Eupithecia candidata
Eupithecia candidata es una especie de polilla de la familia Geometridae. La especie fue descrita por primera vez por William Warren habiendo sido descrita en 1907, con distribución en Perú. El sintipo de la especie fue descrita en Limbani, Provincia de Carabaya.